# 스미노에촌
스미노에촌(일본어: 墨江村)은 일본 오사카부 히가시나리군에 설치되었던 촌이다. 현재의 오사카시 스미요시구 서부에 해당한다.